# HD 46355
HD 46355，又称CP-56 1095，SAO 234541、HR 2389，是一颗恒星，视星等为5.22，位于銀經265.89，銀緯-25.36，其B1900.0坐标为赤經6h 27m 44.4s，赤緯-56° -25.36′ 3″。